# Мизяков
Мизяков (укр. Мізяків) — село в Калиновском районе Винницкой области Украины.
Расположено у впадения реки Згар в Южный Буг.
Код КОАТУУ — 0521684803. Население по переписи 2001 года составляет 815 человек. Почтовый индекс — 22437. Телефонный код — 4333.
Занимает площадь 0,33 км².
В селе действует храм Преподобного Феодосия Калиновского благочиния Винницкой епархии Украинской православной церкви.

## Адрес местного совета
22437, Винницкая область, Калиновский р-н, с. Мизяков, ул. Гагарина, 1